# Tambopata (tỉnh)
Tỉnh Tambopata (tiếng Tây Ban Nha: Provincia de Tambopata) là một tỉnh thuộc vùng Madre de Dios của Peru. Tỉnh Tambopata có diện tích 36268 km², dân số thời điểm theo điều tra dân số ngày 11 tháng 7 năm 1993 là 46738 người. Tỉnh lỵ đóng ở Puerto Maldonado.